# Ченанго (Нью-Йорк)
Ченанго (англ. Chenango) — місто (англ. town) в США, в окрузі Брум штату Нью-Йорк. Населення — 10 959 осіб (2020).

## Демографія
Згідно з переписом 2010 року, у місті мешкали 11 252 особи в 4607 домогосподарствах у складі 3185 родин. Було 4857 помешкань
Расовий склад населення:
| - 96,1 % — білих - 0,8 % — чорних або афроамериканців - 0,8 % — азіатів - 0,2 % — корінних американців |

До двох чи більше рас належало 1,7 %. Частка іспаномовних становила 1,5 % від усіх жителів.
За віковим діапазоном населення розподілялося таким чином: 21,3 % — особи молодші 18 років, 61,5 % — особи у віці 18—64 років, 17,2 % — особи у віці 65 років та старші. Медіана віку мешканця становила 44,9 року. На 100 осіб жіночої статі у місті припадало 96,5 чоловіків;  на 100 жінок у віці від 18 років та старших — 93,7 чоловіків також старших 18 років.
Середній дохід на одне домашнє господарство  становив 84 343 долари США (медіана — 68 935), а середній дохід на одну сім'ю — 99 614 долари (медіана — 78 535). Медіана доходів становила 51 185 доларів для чоловіків та 43 306 доларів для жінок. За межею бідності перебувало 8,9 % осіб, у тому числі 8,3 % дітей у віці до 18 років та 4,9 % осіб у віці 65 років та старших.
Цивільне працевлаштоване населення становило 5558 осіб. Основні галузі зайнятості: освіта, охорона здоров'я та соціальна допомога — 30,2 %, виробництво — 13,1 %, роздрібна торгівля — 10,9 %.